# Chionaema emergens
Chionaema emergens är en fjärilsart som beskrevs av Walker 1864. Chionaema emergens ingår i släktet Chionaema och familjen björnspinnare. Inga underarter finns listade i Catalogue of Life.